# イエロー・キャブ (甲斐よしひろの映像作品)
『イエロー・キャブ』は、1987年9月25日に発売された甲斐よしひろのビデオ・クリップ集。

## 概要
ソロ・オリジナル1stシングル『電光石火BABY』をはじめ、全3曲のミュージック・ビデオが収録されている。アルバム『ストレート・ライフ』完成後の1987年3月、ロサンゼルスのダウンタウンの倉庫等にて、プロデューサー、ディレクターをはじめ多数の現地スタッフを起用して撮影された。長らく廃盤であったが、2008年発売のDVD『PV BEST〜無法者の愛〜』（甲斐バンド/甲斐よしひろ）に全曲収められた。

## 収録曲
1. 電光石火BABY
2. レイン
3. イエロー・キャブ